# Ambrein
Ambrein je organická sloučenina patřící mezi triterpeny. Využívá se jako základ pro vznik ambroxidu – syntetické náhražky přírodní ambry. Pravá velrybí ambra se stala díky nízkému počtu vorvaňů vzácností. V dnešní době[kdy?] je její cena vyšší než cena čistého zlata.[zdroj?] Jejími účinky je stimulace libida, zvýšení hladinu testosteronu v krvi, zintenzivnění produkce hormonů v hypofýze.